# نورث هيفن (كونيتيكت)
نورث هيفن (بالإنجليزية: North Haven, Connecticut)‏ هي بلدة أمريكية تقع في الولايات المتحدة في كونيتيكت. يقدر عدد سكانها بـ 24,093 نسمة ومساحتها 54.6 كم2 ووترتفع عن سطح البحر 20 متر.